# Oborožene sile
Oborožêne síle (angleško Armed forces; kratica OS) je sodoben vojaški strokovni izraz, ki počasi zamenjuje izraz vojska.

## Veje oboroženih sil
Glavne veje oboroženih sil so:
- kopenska vojska,
- vojno letalstvo,
- vojna mornarica.

Nekatere države imajo poleg teh treh vej še:
- mornariško pehoto,
- strateške jedrske sile,
- vesoljske sile.

Nekatere države štejejo kot posebno vejo oboroženih sil še:
- specialne sile in
- generalštab (z generalštabnimi častniki).